# Lijst van rivieren in Lesotho
Dit is een lijst van rivieren in Lesotho. De rivieren in deze lijst zijn geordend naar drainagebekken en de opeenvolgende zijrivieren zijn ingesprongen weergegeven onder de naam van elke hoofdrivier.

## Atlantische Oceaan

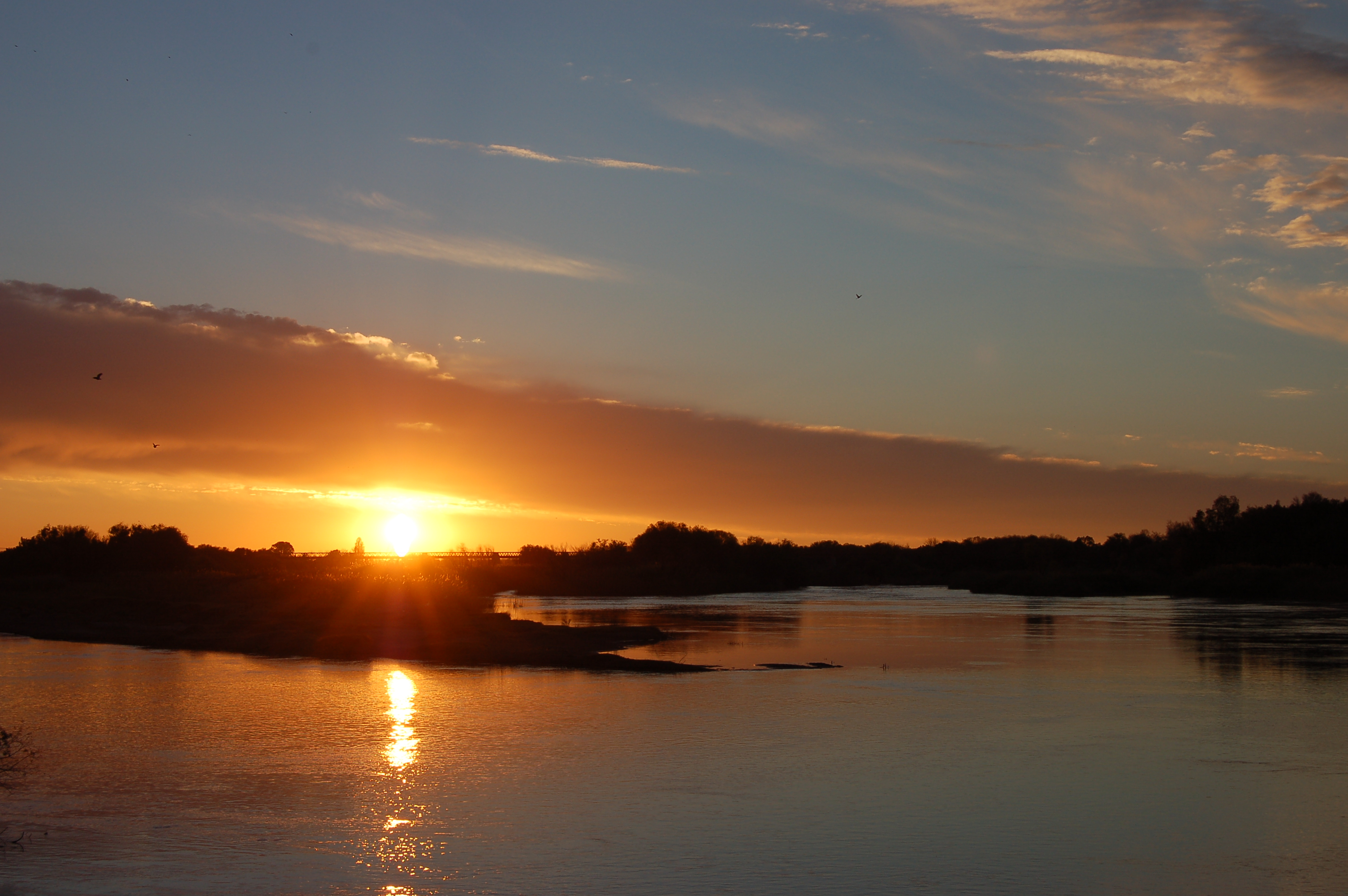
De Oranjerivier bij zonsondergang nabij Upington, Noord-Kaap.

- Oranjerivier (Senqu)
  - Calendon (Mohokare)
    - Little Caledon
    - Ngoe

  - Tele
  - Makhaleng
  - Senqunyane
    - Mantsonyane

  - Tsedike
  - Malibamat'so
    - Pelaneng

  - Dinakeng
  - Khubelu
  - Mokhotlong